# Ellsworth (Wisconsin)
Ellsworth település az Amerikai Egyesült Államok Wisconsin államában, Pierce megyében, melynek megyeszékhelye is. Lakosainak száma 3348 fő (2020. április 1.).

## Népesség
A település népességének változása:

| 2010 | 3 284 |
| 2020 | 3 348 |